# Mass Effect Galaxy
Mass Effect Galaxy – fabularna gra akcji stworzona na platformę iOS przez firmę BioWare. Wydana została 22 czerwca 2009 roku przez Electronic Arts.

## Fabuła i rozgrywka
Głównym bohaterem gry jest Jacob Taylor, były agent armii Przymierza. Zostaje wezwany przez Radę Cytadeli, która obawia się ataku biologicznego ze strony batariańskich terrorystów. W grze pojawia się m.in. Miranda Lawson, czyli członek drużyny gracza w Mass Effect 2. Warto wspomnieć, że Jacob Taylor też znajduje się pod dowództwem komandora Sheparda w drugiej części produkcji na PC, Xbox 360 i PlayStation 3.
Jacoba obserwuje się z perspektywy lotu ptaka. Bohater kierowany jest przez przechylanie iPhone'a/iPod Toucha. Gra automatycznie namierza przeciwników. Można również (podobnie jak „dużych” wersjach) korzystać z mocy biotycznych Jacoba.

## Odbiór w mediach
Gra nie została przyjęta przez krytyków zbyt ciepło. Serwis IGN przyznał jej 5,0/10 pkt, a strona gry.wp.pl zaledwie 3,5/10 pkt. Jeden ze współzałożycieli studia BioWare, Greg Zeschuk stwierdził, że Mass Effect na iPhone'a był błędem.